# Складчастість проміжна
Складчастість проміжна (рос. складчатость промежуточная, англ. intermediate folding; нім. Zwischenfaltung f) – складчастість гірських порід, об'єднуюча тією чи іншою мірою морфологічні риси голоморфної та ідіоморфної складчатостей. 
Характерна для деяких частин складчастих поясів, кінцевих етапів розвитку деяких геосинкліналей, передових (крайових) міжгірних прогинів і окраїнних частин платформ. 
Син.: складчастість перехідна.